# Aglaja Brix
Aglaja Brix (Amburgo, 15 agosto 1990) è un'attrice e modella tedesca.
È conosciuta soprattutto per aver interpretato il ruolo di Vivien "Vivi" Overbeck (la sorella di Fiete Overbeck) nella serie tv per ragazzi Grani di pepe.

## Biografia
Aglaja Brix è nata ad Amburgo. Dopo il suo debutto nella serie detective Doppelter Einsatz, Aglaja nel 1999 entra nel cast di Grani di pepe, nel ruolo di Vivien „Vivi“ Overbeck, ruolo che svolge fino al 2004 . Dal 2006 affianca la carriera d'attrice con quella di modella, posando per varie campagne fotografiche e pubblicitarie. Nel 2007 interpreta Matilda (sorella di Melanie) nel film Galline da salvare e l'amore (sequel di Galline da salvare) tratto dalla saga Die Wilden Hühner di Cornelia Funke. Nel 2009 viene confermata nel ruolo di Matilda nel film Galline da salvare e la vita. Invece nel 2012 interpreta la generalessa nazista nel film Iron Sky. Lo stesso anno, è nel cast di Resident Evil: Retribution, e recita anche nel film Hotel Lux, interpretando un ruolo secondario. Nel 2013 fa un cameo nel film Hansel & Gretel - Cacciatori di streghe di Tommy Wirkola, sempre nel 2013 è nel cast di Robin Hood di Martin Schreier.

## Filmografia

### Cinema
- Le galline selvatiche e l'amore, regia di Vivian Naefe (2007)
- Le galline selvatiche e la vita, regia di Vivian Naefe (2009)
- Silent Souls, regia di Aleksei Fedorchenko (2012) - cameo
- Resident Evil: Retribution, regia di Paul W.S. Anderson (2012) - cameo
- Hotel Lux, regia di Leander Haussmann (2012)
- Iron Sky, regia di Timo Vuorensola (2012)
- Hansel & Gretel - Cacciatori di streghe (Hansel & Gretel: Witch Hunters), regia di Tommy Wirkola (2013) - cameo
- Robin Hood, regia di Martin Schreier (2013)
- Inkspell - Veleno d'inchiostro, regia di Mike Newell (2013)
- Biancaneve e Rosarossa, regia di Martin Schreier (2015)

### Televisione
- Doppelter Einsatz - serie TV, 1 episodio (1998)
- Grani di pepe - serie TV, 52 episodi (1999-2004)
- Squadra Speciale Cobra 11 - serie TV (dal 2012)

### Doppiatrice
- Hunger Games (The Hunger Games), regia di Gary Ross (2012) (voce di Portia)

## Doppiatrici italiane
Nelle versioni in italiano dei suoi film, Aglaja Brix è stata doppiata da:
- Angelica Bolognesi nella prima serie del telefilm Grani di pepe
- Lucrezia Marricchi nella seconda serie di Grani di pepe
- Veronica Puccio in Galline da salvare e l'amore, Galline da salvare e la vita, Hotel Lux, Robin Hood